# Copa Santiago de Futebol Juvenil de 2012
A Copa Santiago de Futebol Juvenil de 2012 foi a 24ª edição da competição que é disputada em Santiago no Rio Grande do Sul. Nesta edição a competição foi disputada por 11 equipes, de 4 países diferentes.
O Internacional venceu o Palmeiras por 3 a 1 na partida final, tornando-se o Campeão da competição pela 11ª vez.

## Regulamento
A Copa Santiago foi realizada no período de 27 de janeiro a 11 de fevereiro de 2012, com a participação de onze equipes convidadas.
A competição foi disputada pelas equipes participantes, em quatro fases distintas, assim denominadas: Classificatória, Quartas de Final, Semifinal, e Final. 

### Classificatória
A fase Classificatória é dividida em dois Grupos ("A" e "B"), de seis equipes em cada Grupo. Na fase classificatória as equipes jogam todos contra todos, com contagem de pontos corridos, dentro de seus respectivos grupos. Classificam-se para a fase de Quartas de Final as quatro equipes melhores colocadas, nos seus respectivos Grupos. Ocorrendo igualdade de pontos ganhos entre duas ou mais equipes, em seus respectivos grupos, para apuração da classificação, é adotado sucessivamente e pela ordem os seguintes critérios: 
1. Maior número de vitórias;
2. Melhor saldo de gols;
3. Maior número de gols conquistados;
4. Menor número de gols sofridos;
5. Vitória no confronto direto;
6. Menor número de cartões vermelhos recebidos;
7. Menor número de cartões amarelos recebidos;
8. Sorteio em dia, hora e local designado pela Organização.

### Quartas de Final
As Quartas de Final são disputadas pelas oito equipes classificadas na fase anterior, que disputam entre si uma só partida, conforme tabela de jogos definida da seguinte forma: 
| Jogo | Disputa                                                 |
| ---- | ------------------------------------------------------- |
| QF 1 | 2ª classificada do Grupo B X 3ª classificada do Grupo A |
| QF 2 | 2ª classificada do Grupo A X 3ª classificada do Grupo B |
| QF 3 | 1ª classificada do Grupo B X 4ª classificada do Grupo A |
| QF 4 | 1ª classificada do Grupo A X 4ª classificada do Grupo B |

Se o resultado for o de empate em qualquer uma das partidas desta fase, classificam-se para a próxima fase as vencedoras na cobrança de pênaltis.

### Semifinais
A fase Semifinal é disputada pelas quatro equipes classificadas na fase anterior, que disputam entre si uma só partida, conforme tabela de jogos definida da seguinte forma:
| Jogo | Disputa                       |
| ---- | ----------------------------- |
| SF 1 | Vencedor QF 3 x Vencedor QF 2 |
| SF 2 | Vencedor QF 4 x Vencedor QF 1 |

Se o resultado for o de empate em qualquer uma das partidas desta fase, classificam-se para a próxima fase as vencedoras na cobrança de pênaltis.

### Final
A Final é disputada pelas duas equipes classificadas na fase anterior, que disputam entre si uma só partida, conforme tabela definida da seguinte forma:
| Disputa                       |
| ----------------------------- |
| Vencedor SF 1 x Vencedor SF 2 |

A equipe vencedora é declarada Campeã da Copa Santiago de Futebol Juvenil e a perdedora a Vice-Campeã. Se o resultado for o de empate em qualquer uma das partidas desta fase, o campeão é conhecido através de cobrança de pênaltis.

## Equipes participantes
Estas são as 11 equipes que participam desta edição:
| Estado/País       | Equipe                       |
| ----------------- | ---------------------------- |
| Paraná            | Coritiba                     |
| Rio de Janeiro    | Flamengo                     |
| Rio Grande do Sul | Futebol Cruzeiro de Santiago |
| Rio Grande do Sul | Grêmio                       |
| Rio Grande do Sul | Internacional                |
| São Paulo         | Palmeiras                    |
| São Paulo         | Santos                       |
| Argentina         | Racing*                      |
| Argentina         | Argentinos Juniors           |
| Uruguai           | Danubio                      |
| Uruguai           | Nacional                     |

*<smal/>O Racing acabou desistindo da competição, antes mesmo do início da mesma.

## Classificatória

### Grupo A
| Pos | Time                         | Pts | J | V | E | D | GP | GS | SG |
| --- | ---------------------------- | --- | - | - | - | - | -- | -- | -- |
| 1   | Palmeiras                    | 11  | 6 | 3 | 2 | 1 | 9  | 5  | +4 |
| 2   | Internacional                | 10  | 6 | 3 | 1 | 2 | 17 | 8  | +9 |
| 3   | Danubio                      | 8   | 6 | 2 | 2 | 2 | 11 | 9  | +2 |
| 4   | Futebol Cruzeiro de Santiago | 8   | 6 | 2 | 2 | 2 | 12 | 11 | +1 |
| 5   | Flamengo                     | 7   | 6 | 2 | 1 | 3 | 11 | 9  | +2 |

### Grupo B
| Pos | Time                 | Pts | J | V | E | D | GP | GS | SG |
| --- | -------------------- | --- | - | - | - | - | -- | -- | -- |
| 1   | Universidad de Chile | 9   | 5 | 2 | 3 | 0 | 10 | 8  | +2 |
| 2   | Grêmio               | 7   | 5 | 2 | 1 | 2 | 8  | 9  | -1 |
| 3   | Nacional             | 7   | 5 | 2 | 1 | 2 | 5  | 11 | -6 |
| 4   | Santos               | 6   | 5 | 2 | 0 | 3 | 7  | 10 | -3 |
| 5   | Argentinos Juniors   | 5   | 5 | 1 | 2 | 2 | 9  | 13 | -4 |
| 6   | Coritiba             | 4   | 5 | 1 | 2 | 2 | 7  | 12 | -5 |

## Fase final
|  | Quartas-de-final  | Quartas-de-final             | Quartas-de-final             |               |                      | Semifinais    | Semifinais | Semifinais |  |  | Final     | Final     | Final |
|  |                   |                              |                              |               |                      |               |            |            |  |  |           |           |       |
|  | Rio Grande do Sul | Grêmio                       | 1(5)                         |               |                      |               |            |            |  |  |           |           |       |
|  | Uruguai           | Danubio                      | 1(4)                         |               |                      |               |            |            |  |  |           |           |       |
|  | Uruguai           | Danubio                      | 1(4)                         |               | Rio Grande do Sul    | Grêmio        | 0          |            |  |  |           |           |       |
|  |                   |                              |                              |               | Rio Grande do Sul    | Grêmio        | 0          |            |  |  |           |           |       |
|  |                   | São Paulo                    | Palmeiras                    | 2             |                      |               |            |            |  |  |           |           |       |
|  | São Paulo         | São Paulo                    | Palmeiras                    | 2             | Palmeiras            | 1(5)          |            |            |  |  |           |           |       |
|  | São Paulo         |                              |                              |               | Palmeiras            | 1(5)          |            |            |  |  |           |           |       |
|  | São Paulo         | Santos                       | 1(4)                         |               |                      |               |            |            |  |  |           |           |       |
|  |                   |                              |                              |               |                      |               |            |            |  |  | São Paulo | Palmeiras | 1     |
|  |                   |                              | Rio Grande do Sul            | Internacional | 3                    |               |            |            |  |  |           |           |       |
|  | Rio Grande do Sul | Internacional                | 3                            |               |                      |               |            |            |  |  |           |           |       |
|  | Uruguai           | Nacional                     | 0                            |               |                      |               |            |            |  |  |           |           |       |
|  | Uruguai           | Nacional                     | 0                            |               | Rio Grande do Sul    | Internacional | 0(4)       |            |  |  |           |           |       |
|  |                   |                              |                              |               | Rio Grande do Sul    | Internacional | 0(4)       |            |  |  |           |           |       |
|  |                   | Rio Grande do Sul            | Futebol Cruzeiro de Santiago | 0(3)          |                      |               |            |            |  |  |           |           |       |
|  | Chile             | Rio Grande do Sul            | Futebol Cruzeiro de Santiago | 0(3)          | Universidad de Chile | 0             |            |            |  |  |           |           |       |
|  | Chile             |                              |                              |               | Universidad de Chile | 0             |            |            |  |  |           |           |       |
|  | Rio Grande do Sul | Futebol Cruzeiro de Santiago | 1                            |               |                      |               |            |            |  |  |           |           |       |

## Premiações
| Copa Santiago de Futebol Juvenil de 2012 |
| Rio Grande do Sul                        |
| ---------------------------------------- |
| Internacional Campeão (11º título)       |

### Individuais
| Artilheiro:              | Melhor jogador:     | Goleiro menos vazado:                         | Atleta revelação:      | Melhor treinador:          | Melhor preparador físico:                         |
| ------------------------ | ------------------- | --------------------------------------------- | ---------------------- | -------------------------- | ------------------------------------------------- |
| Maurides (Internacional) | Cesinha (Palmeiras) | Vinícius (Palmeiras) e Jacson (Internacional) | Otávio (Internacional) | Hamilton Ramos (Palmeiras) | Antonio Alexandre Oliveira (Cruzeiro de Santiago) |

### Seleção da Copa
| Goleiro              | Defensores                                                                      | Meias                                                                                      | Atacantes                                       |
| -------------------- | ------------------------------------------------------------------------------- | ------------------------------------------------------------------------------------------ | ----------------------------------------------- |
| Guilherme (Cruzeiro) | Cesinha (Palmeiras) Mendes (Palmeiras) André (Internacional) Nathan (Palmeiras) | Hérson (Flamengo) Jair (Internacional) Lucas Severo (Internacional) Caio Rangel (Flamengo) | Otávio (Internacional) Maurides (Internacional) |